# Paul Shapiro
Paul Shapiro is een jazz-, wereld- en klezmersaxofonist uit New York. Van 1983 tot 2007 nam Shapiro acht albums op, toerde en speelde hij regelmatig tenorsaxofoon in New York met het Microscopic Septet. In 1994 was Shapiro medeoprichter van het muzikaal collectief Brooklyn Funk Essentials met de Amerikaanse producent Arthur Baker.

## Discografie
- 2003: Midnight Minyan
- 2006: It's In The Twilight
- 2008: Essen
- 2014: Shofarot Verses

### Verschijningen
- 1992: John Zorn - John Zorn's Cobra: Live at the Knitting Factory
- 1994: Eric Kupper - Theme From The Electric 'Fro
- 1995: Janet Jackson - Janet Remixed
- 1999: Ben Folds Five - the Unauthorized Biography of Reinhold Messner
- 2000: Lou Reed - Ecstasy
- 2003: Lou Reed - The Raven
- 2004: Yoko Kanno's band Seatbelts - soundtrack van de Cowboy Bebop video game
- 2007: Rufus Wainwright - Release the Stars
- 2008: David Byrne en Brian Eno - Everything That Happens Will Happen Today
- 2008: Lou Reed concert film - Berlin: Live at St. Ann's Warehouse